# Parque Zoológico y Botánico de Mulhouse
El Parque Zoológico y Botánico de Mulhouse (en francés : Parc Zoologique et Botanique de Mulhouse) es un zoológico y jardín botánico francés ubicado en la región Gran Este, en el Alto Rin, al sureste de la ciudad de Mulhouse. Creado en 1868 por filántropos industriales, dirigidos por Charles Thierry-Mieg fils, es sucesivamente propiedad del Círculo mulhousien, de la Sociedad Industrial de Mulhouse, y luego de la ciudad a partir de 1893. Ahora es administrado por la comunidad de aglomeración de la región de Mulhouse, Mulhouse Alsace Agglomération. Su director es, desde 2010, el veterinario Brice Lefaux.
Situado en el distrito del Rebberg, a orillas del bosque de Tannenwald, cubre 25 hectáreas y cuenta con más de 900 animales de 170 especies, así como con 3 500 variedades de plantas. Entre las especies emblemáticas del parque se encuentran los primates, que incluyen 9 especies de lémures y 4 de gibones, y la fauna ártica (osos polares, bueyes almizcleros, zorros polares ...) agrupados en el área Gran Norte. El parque esta certificado "jardín notable" por el ministerio de Cultura por sus colecciones botánicas: árboles notables, jardines de lirios, peonías y rododendros.
El zoológico, miembro permanente de la Asociación Europea de Zoos y Acuarios (EAZA), se dedica a la conservación ex situ participando en numerosos Programas Europeos de Especies en Peligro (EEP), de los cuales coordina nueve. Además apoya a las asociaciones de conservación in situ que trabajan en el campo y reintroduce animales en su entorno natural en Francia y en África. También es miembro de la Asociación Mundial de Zoológicos y Acuarios (WAZA) y de la Botanic Gardens Conservation International (BGCI).
Es el primer sitio turístico del Alto Rin, el quinto del Gran Este, y recibe cada año a casi 350 000 visitantes.

## Historia
El parque fue creado en 1868 como un jardín romántico de paisaje de unas 4 hectáreas de extensión, fundado por un industrial filántropo, con un zoológico cuya colección incluía canguros, ciervos y pájaros. 
En la guerra de 1870, el parque fue cerrado y vendidos los animales. Desde entonces cambió de manos dos veces, hasta que la ciudad compró el parque en 1893, y ha permanecido como una propiedad municipal desde entonces. 
Aunque gravemente dañado durante la Segunda Guerra Mundial, fue restaurado en 1950.

## Animales
Actualmente el zoológico alberga a más de 1200 animales representando a 197 especies, incluyendo muchas especies de aves tropicales y de monos, entre ellas 94 especies raras o amenazadas, y está dedicado a preservar especies raras tanto de animales como de plantas.
En el zoológico de los niños, los visitantes pueden caminar entre las cuadrs y aproximarse y tocar a los animales, que incluyen cabras enanas marroquíes, patos indios corredores, gallos brahma, y potamochoerus. Otros animales que se pueden observar incluyen a conejos, burros de Poitou, y llamas. Hay una zona de juegos próxima al zoológico de los niños.

## Jardines
El parque alberga unas 400 variedades de iris en primavera y 100 variedades de cultivares de dalias en verano, los árboles están podados con formas fantásticas.
Hay una colección de plantas raras y amenazadas en la que se incluyen Catharanthus procedentes de Madagascar con 7 taxones, plantas de las islas Canarias con 22 taxones, y 11 taxones de Madeira.
También hay un jardín de los sentidos para las personas invidentes, con rótulos en braille y plantas seleccionadas por sus aromas o para ser tocadas.
El parque está catalogado por el Ministerio de Cultura de Francia como Jardin Remarquable.